# Історія Повітряних сил США

Еволюція пізнавального знаку ПС США

Історія Повітряних сил США — історія заснування, застосування та розвитку Повітряних сил Сполучених Штатів Америки, з моменту їх формування, як окремого виду Збройних сил США 18 вересня 1947 року після введення в дію Закону про національну безпеку 1947 року. Закон створив Національну військову установу, пізніше перейменовану на Міністерство оборони США, яка складалася з чотирьох із п'яти гілок: армії, корпусу морської піхоти, військово-морських сил та нещодавно створених ПС. До 1947 року військова авіація була розподілена між армією для наземних операцій та ВМС і Корпусом морської піхоти для морських та десантних операцій. Армія створила першу попередницю Повітряних сил 1 серпня 1907 року, яка через низку змін організації, назв і місій проіснувала до остаточного виокремлення через 40 років.
У цей часовий проміжок до формування сучасних Повітряних сил США, американська військова авіація іменувалася:
- Повітроплавальне відділення Корпусу зв'язку США (Aeronautical Division, U.S. Signal) (1 серпня 1907 — 18 липня 1914);
- Авіаційна секція Корпусу зв'язку США (Aviation Section, U.S. Signal Corps) (18 липня 1914 — 20 травня 1918);
- Відділення військового повітроплавання (Division of Military Aeronautics) (20 — 24 травня 1918);
- Авіаційна служба Армії США (U.S. Army Air Service) (24 травня 1918 — 2 липня 1926)[Прим. 1].
- Повітряний корпус Армії США (2 липня 1926 — 20 червня 1941)
- Повітряні сили Армії США (20 червня 1941 — 17 вересня 1947)

## Передумови

### Перша світова війна
У 1917 році, після вступу Америки в Першу світову війну, було створено перше значне бойове формування військової авіації США, коли було сформовано повітряну службу як частину Американських експедиційних сил (AEF). Генерал-майор Мейсон Патрік командував повітряною службою AEF; його заступником був бригадний генерал Вільям Мітчелл. Ці авіаційні підрозділи, деякі з яких пройшли підготовку у Франції, забезпечували тактичну підтримку армії США, особливо під час битви при Сен-Мієлі та в Мез-Аргоннській операції. Серед асів авіаційної служби AEF були капітан Едді Рікенбакер і другий лейтенант Френк Люк. Одночасно зі створенням цих бойових сил авіаційний підрозділ армії США в США було виведено з-під контролю Корпусу зв'язку та підпорядковано безпосередньо військовому міністру США. Для керівництва Авіаційною службою армії була запроваджена посада помічника військового секретаря, яка мала подвійну відповідальність за розробку та закупівлю літаків, а також за підготовку та навчання авіаційних частин. Після закінчення Першої світової війни авіаційна служба AEF була розпущена, а армійська авіаційна служба США в основному демобілізована.
У 1920 році Авіаційна служба стала родом військ армії, а в 1926 році була перейменована на Повітряний корпус Армії США. У цей період Повітряний корпус почав експериментувати з новими методами ведення дій у повітрі, включаючи дозаправлення у повітрі та розробку B-9 і Martin B-10, перших суцільнометалевих бомбардувальників-монопланів, і нових винищувачів.

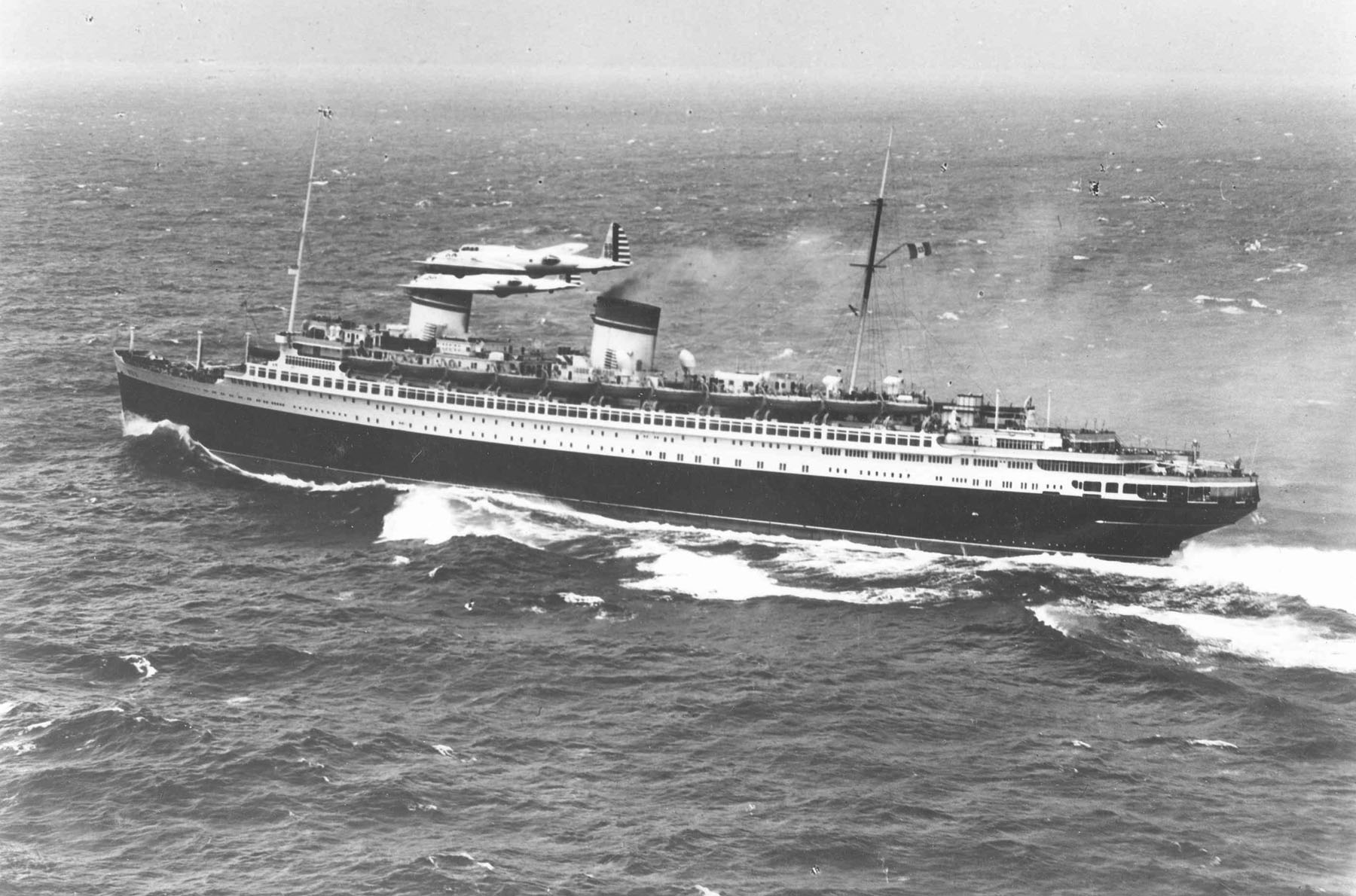
Американські важкі бомбардувальники B-17 «Летюча фортеця», які пасажирський лайнер Rex

### Міжвоєнний період
У 1920-х і 1930-х роках американці були зачаровані авіацією і не дозволяли консервативним колам Військового міністерства блокувати інновації. Генерал Біллі Мітчелл, заступник директора авіаційної служби, прагнув відібрати контроль над береговою обороною у ВМС. Він публічно наполягав на тому, що його літаки можуть потопити лінкори в будь-який день, що було підтверджено серією випробувань, кульмінацією яких стало потоплення трофейного німецького дредноута «Остфрізланд». Мітчелл втратив самовладання в 1925 році, коли в прес-релізі звинуватив ВМС у «некомпетентності, злочинній недбалості та майже зрадницькому управлінні національною обороною». Натомість на нього чекав широко розрекламований військовий трибунал, якого він хотів, і йому дозволили викласти свою теорію про те, що для перемоги в майбутній великій війні достатньо лише повітряних сил. Був засуджений, пішов у відставку. Мітчелл став популярним героєм, і громадська думка змусила Військове відомство докласти зусиль щодо нарощування спроможностей Авіаційного корпусу. Головний аргумент Мітчелла полягав у тому, що повітряна компонента збройних сил повинна бути автономною — нею повинні керувати льотчики, які розуміють нові технології, нову тактику, нові стратегії, і які не будуть витрачати дорогоцінні повітряні засоби, намагаючись допомогти старомодним арміям і флотам. До своєї смерті в 1936 році Мітчелл, будучи цивільною особою, був невтомним пророком військово-повітряної сили перед численною цивільною аудиторією, але він втратив зв'язок з авіаційними розробками і перестав бути впливовим у військовій авіації. Дійсно, його майже істеричні напади викликали ворожість багатьох генералів. Повітряний корпус вдався до кількох рекламних трюків, але, здавалося, завжди був затьмарений такими популярними цивільними особами, як Чарльз Ліндберг, Говард Г'юз чи Амелія Ергарт.
У 1934 році президент Франклін Рузвельт, ворогуючи з авіаіндустрією, раптово передав доставку повітряної пошти ВПС. Численні аварії недосвідчених пілотів Повітряного корпусу на посередніх літаках із поганим навігаційним обладнанням підкреслили крихкість нової роду військ та підірвали її заяви про те, що під час війни військова авіація здатна творити чудеса. Рузвельт, однак, твердо вірив у повітряну силу і мав за собою як громадську думку, так і Конгрес. Коли навесні 1940 року почалася мобілізація, Рузвельт був таким же енергійним, як ніхто, у розширенні ролі Повітряного корпусу, вимагаючи 50 000 літаків на рік і надсилаючи найкращі нові моделі до Британії для її війни проти Люфтваффе.
У 1935 році, згідно з рекомендаціями двох цивільних комісій, відбувся наступний крок до виділення Повітряних сил зі складу армії, коли всі льотні підрозділи, які до цього часу були розподілені між різними наземними командуваннями, були згруповані разом у повітряну оперативну групу під командуванням одного повітряного командувача у Генеральному штабі ПС. Повітряний корпус, очолюваний начальником Повітряного корпусу, продовжував діяти, як і раніше, але тепер відповідав лише за постачання, аеродроми та навчання, фактично розділивши ПС на дві частини. Обома командували генерал-майори (Френк Ендрюс і Оскар Вестовер, а потім Генрі Арнольд).
У 1937 році вперше з'явився B-17 «Летюча фортеця». Три B-17 перехопили в морі італійський пасажирський лайнер Rex. Незважаючи на те, що місія мала на меті продемонструвати здатність Повітряного корпусу захищати узбережжя країни, вона також вказала на доктрину переваги стратегічного бомбардування, яка формується в Повітряному корпусі.

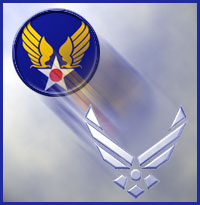
Еволюція пізнавального знаку ПС армії США в ПС США

### Друга світова війна
Американські повітряні сили досягли повноліття під час Другої світової війни. Президент Франклін Д. Рузвельт взяв на себе ініціативу після Мюнхенської угоди, закликавши до значного збільшення повітряних сил, зокрема дальньої стратегічної авіації. Президент запровадив план будівництва 15 000 військових літаків на рік, який зріс до 50 000 на рік після перемоги Осі в битві за Францію. Організаційно повітряні сили стали значною мірою незалежними від армії в 1941 році, коли Повітряний корпус став частиною нових Повітряних сил армії США (AAF), а Генеральний штаб Повітряних сил був перейменований на Бойове командування. У ході основної реорганізації армії згідно з Циркуляром № 59 Військового міністерства, який набув чинності 9 березня 1942 року, новостворені армійські повітряні сили отримали рівний голос з армією та флотом в Об'єднаному комітеті начальників штабів і повну автономію від армійських сухопутних сил і служб постачання, будучи по суті окремим видом у всьому, крім назви. Реорганізація також ліквідувала як Бойове командування, так і Повітряний корпус як організації (останній залишався бойовим родом військ армії до 1947 року) на користь упорядкованої системи командування та повітряних армій, що отримали власні номери, для децентралізованого управління армійськими повітряними силами, що розвивалися.

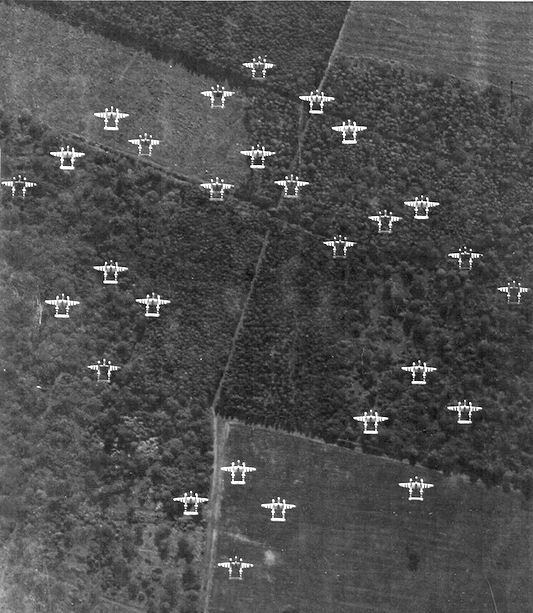
Формація американських важких винищувачів Lockheed P-38 Lightning у небі Франції. Червень 1944

Генерал-майор Карл Спаатс прийняв командування 8-ю повітряною армією в Лондоні в 1942 році; з бригадним генералом Айрою Ікером як другим командувачем він керував кампанією стратегічних бомбардувань. Наприкінці 1943 року Спаатц був призначений командувачем нових стратегічних повітряних сил США, підпорядковуючись безпосередньо Об'єднаному комітету начальників штабів. Спаатц розпочав операції денного бомбардування, використовуючи довоєнну доктрину застосування бомбардувальників у щільних формуваннях у польоті, покладаючись на їхню об'єднану оборонну вогневу міць для захисту від атакуючих ворожих літаків, а не на підтримку супроводу винищувачів. Доктрина виявилася помилковою, коли спробували виконати місії глибокого проникнення за межі радіусу дії винищувачів супроводу, тому що німецькі винищувачі Люфтваффе переважали бомбардувальні формування США, збиваючи їхні бомбардувальники з перевищенням «прийнятних» втрат, особливо в поєднанні з величезною кількістю зенітних батарей, що захищали головні об'єкти на території нацистської Німеччини. Американські льотчики зазнали значних втрат в операції «Припливна хвиля» на нафтопереробні заводи в Плоєшті, Румунія, і заводи шарикопідшипників у Швайнфурті та Регенсбурзі, Німеччина, і саме рівень втрат екіпажів, а не матеріальних засобів спричинив відхід від стратегічного наступу восени 1943 року.
8-ма повітряна армія намагалася використовувати як P-47 «Тандерболт», так і P-38 «Лайтнінг» в ролі винищувачів ескорту. Втім, хоча «Тандерболт» був потужним винищувачем, йому не вистачало радіусу дії, навіть з використанням підвісних паливних баків, щоб збільшити бойовий радіус польоту, і «Лайтнінг» виявився механічно ненадійним на холодних висотах, на яких проводилися польоти. Захист бомбардувальників був значно покращений після надходження в Європу американських винищувачів P-51 «Мустанг». Завдяки розширеному радіусу дії та конкурентоспроможним або кращим характеристикам у порівнянні з усіма існуючими німецькими винищувачами з поршневими двигунами, «Мустанг» став негайно доступним рішенням для вирішення кризи. У січні 1944 року 8-ма повітряна армія отримала пріоритет у оснащенні своїх груп, так що в кінцевому підсумку 14 з 15 її груп поставили «Мустанги». Винищувачі P-51 почали операції в лютому 1944 року та швидко збільшували свою кількість, так що Люфтваффе зазнавало все більших втрат винищувачів у повітряних боях, починаючи з Великого тижня на початку 1944 року. Винищувачам союзників також було надано повну свободу в атаках на аеродроми німецьких винищувачів, як під час заздалегідь спланованих місій, так і під час повернення на базу після виконання супроводження. Результатом стало те, що головна загроза Люфтваффе союзним бомбардувальникам суттєво скоротилася до Дня Д.
На Тихоокеанському театрі воєнних дій американська авіація під керівництвом генерала Джорджа Кенні надавали велику тактичну підтримку Дугласу Макартуру у південно-західному Тихому океані. Пілоти Кенні винайшли техніку топмачтового бомбардування японських кораблів. Сили Кенні заявили про знищення 11 900 японських літаків і 1,7 мільйона тонн кораблів. Перша розробка та постійне впровадження повітряних перевезень американськими повітряними силами відбулося між травнем 1942 року та листопадом 1945 року, коли сотні транспортних літаків доставили понад півмільйона тонн вантажів з Індії до Китаю через «Горб».
Для стратегічного бомбардування японських міст була розгорнута 20-та повітряна армія, озброєна стратегічними бомбардувальниками B-29 «Суперфортеця». Використання передових баз у Вільному Китаї (потрібних для того, щоб важко завантажені B-29 дісталися до Японії) було неефективним через труднощі з матеріально-технічним забезпеченням баз виключно по повітрю з головних баз у Британській Індії, а також через постійну загрозу китайським аеродромам з боку авіації японської імператорської армії. Після того як Маріанські острови були захоплені під час кампанії на Маріанських островах і островах Палау в середині 1944 року, що забезпечило зручні місця для авіабаз, забезпечення яких можна було здійснювати морем, до квітня 1945 року Арнольд переніс туди всі операції B-29 і призначив генерала Кертіса Лемея своїм командиром бомбардувальної авіації (підпорядковуючись безпосередньо Арнольду, який особисто командував 20-ю повітряною армією до липня).
Лемей вважав, що економіка Японської імперії, більшу частину якої складала кустарна промисловість у густонаселених міських районах, де також були розташовані виробничі та складальні підприємства, була особливо вразливою до секторальних атак, і відмовився від неефективних висотних точних бомбардувань на користь низьких запалювальних бомбардувань, спрямованих на знищення великих міських районів. У ніч з 9 на 10 березня 1945 року бомбардування Токіо та викликане нею пожежа призвели до загибелі понад 100 000 осіб. 350 000 людей загинули в 66 інших японських містах в результаті цього переходу до тактики запалювальних бомбардувань. У той же час B-29 також використовувався для масового мінування японських гаваней і морських шляхів.
На початку серпня 1945 року 20-та повітряна армія завдала атомних ударів по Хіросімі та Нагасакі у відповідь на відмову Японії від Потсдамської декларації, яка окреслювала умови капітуляції для Японії. Обидва міста були зруйновані з величезними людськими втратами та психологічним шоком для всієї японської нації. 15 серпня імператор Хірохіто оголосив про капітуляцію Японії.

## Самостійні Повітряні сили США

### Холодна війна і Корейська війна
У ході Другої світової війни армійські повітряні сили стали фактично незалежними від армії, але їх лідери хотіли формальної незалежності. У листопаді 1945 року генерал Дуайт Д. Ейзенхауер став начальником штабу армії, тоді як генерал Карл Спаатс почав виконувати обов'язки командувача армійськими повітряними силами в очікуванні оголошеної відставки генерала Арнольда. Однією з перших дій генерала Ейзенхауера було призначення ради офіцерів на чолі з генерал-лейтенантом Вільямом Х. Сімпсоном для підготовки остаточного плану реорганізації армії та повітряних сил, який можна було б здійснити без ухвалення закону та такий, що передбачав відокремлення повітряних сил від армії. 29 січня 1946 року генерали Ейзенхауер і Спаатц домовилися про організацію ПС, що складається з командування стратегічної авіації, командування протиповітряної оборони, командування тактичної авіації, командування повітряного транспорту, командування авіаційної технічної служби, командування авіаційної підготовки, Повітряного університету та Центру ВПС.

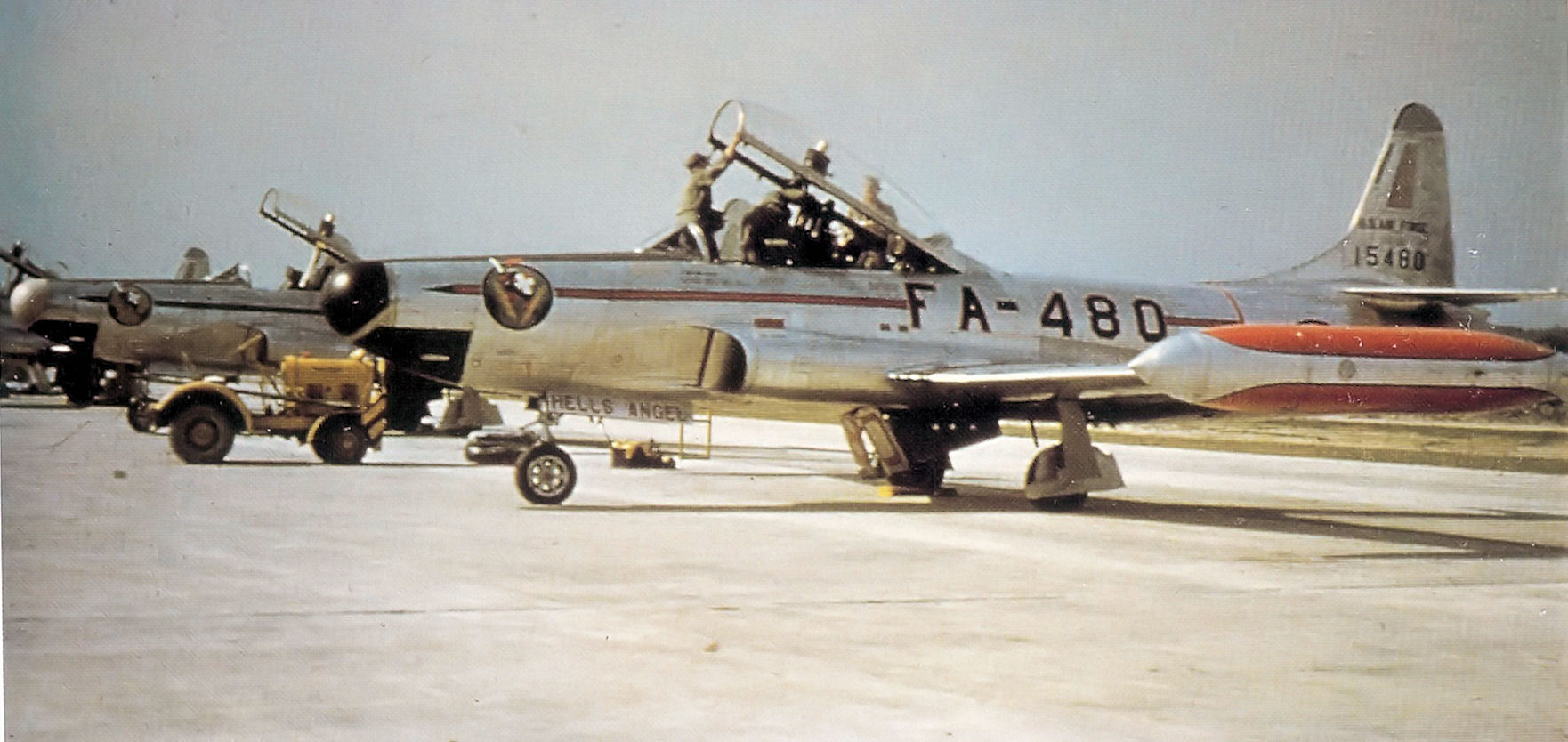
Американські винищувачі-перехоплювачі Lockheed F-94 Starfire на авіабазі. Корейська війна. 1952

12 листопада 1945 року генерал армії Генрі Х. Арнольд, командувач ПС армії США, надіслав доповідь військовому міністру Роберту П. Паттерсону, в якій підкреслив, що майбутні Повітряні сили Сполучених Штатів повинні будуть інвестувати значні кошти в космічні та балістичні ракетні спроможності, а не просто зосереджуватися на подальшому розвитку сучасних літаків. Генерал Арнольд отримав сильну підтримку від Теодора фон Кармана, голови Науково-консультативної групи ПС армії, а пізніше — Наукової консультативної ради ПС США.
Перший випадок міжвидовового суперництва у розробці космосу в інтересах оборони стався в 1946 році, коли Бюро аеронавтичної електроніки ВМС США запропонувало перевірити можливість створення штучного супутника, однак воно не змогло отримати фінансування ВМС для спроби запуску, натомість запросило спільну програму з Аеронавігаційною радою Військового міністерства. Генерал Карл Спаатс, командувач ПС армії, а пізніше перший начальник штабу ПС, і генерал-майор Кертіс ЛеМей, тоді заступник начальника штабу з досліджень і розробок, відхилили прохання ВМС, оскільки їхня позиція полягала в тому, що військовий космічний простір є розширенням стратегічної повітряної сили і, отже, є місією Повітряних сил. До 1948 року військово-морські сили призупинили свою супутникову програму, зосередившись замість цього на ракетній техніці.
Конфлікт навколо післявоєнного військового управління, особливо щодо ролей і місій, призначених ПС і ВМС США, призвів до епізоду під назвою «Повстання адміралів» наприкінці 1940-х років, у якому високопоставлені офіцери ВМС безуспішно сперечалися на користь палубних літаків, а не стратегічних бомбардувальників.
Через постійні заперечення ВМС, які боялися втратити свою авіацію та зростання стратегічної ролі нового виду збройних сил, Законом про національну безпеку 1947 року було створено Міністерство Повітряних сил США. Закон набув чинності 18 вересня 1947 року, коли перший міністр ПС Стюарт Саймінгтон вступив у посаду. У 1948 році керівники видів збройних сил домовилися про використання повітряних засобів згідно з Кі-Вестською угодою.
18 вересня 1947 року Повітряні сили армії стали ВПС Сполучених Штатів як окремий і рівноправний вид Збройних сил США. Повітряні сили, що тільки почали формуватися, швидко встановили свою власну ідентичність. Армійські аеродроми були перейменовані на авіабази ПС, і персонал незабаром отримав нову форму з новими знаками розрізнення. Після того, як нові Повітряні сили звільнилися від армійського домінування, їх першочерговим завданням було відкинути стару та неадекватну організаційну структуру наземної армії. Це був «Базовий план», де командир бойової групи звітував перед командиром бази, який часто був представником регулярної армії, котрий не мав досвіду польотів.
Генерал Карл А. Спаатс запровадив нову політику: «Жоден тактичний командир не має підпорядковуватися командиру бази». Це призвело до пошуку кращої організації. Командувач 15-ї повітряної армії генерал-майор Чарльз Борн запропонував попередній план ієрархії у військовій авіації, який фактично змінив ситуацію і поставив командира крила над командиром бази. Основною організаційною одиницею ПС США стало базове крило.
Згідно з цим планом, функції підтримки бази — постачання, операції на базі, транспортування, охорона та медичне обслуговування покладалися на ескадрильї, якими зазвичай командував майор або підполковник. Усі ці ескадрильї входили до групи бойової підтримки, якою керував командир бази, як правило, полковник. Бойові ескадрильї винищувачів або бомбардувальників були приписані до бойової групи. Усі ці групи, як бойові, так і бойової підтримки, своєю чергою входили до складу авіаційного крила, яким керував командир крила. Таким чином, командир крила командував як бойовими оперативними елементами на базі, так і неоперативними елементами. Командир крила був досвідченим керівником повітряного бою, як правило, полковником або бригадним генералом. Усі ієрархічні організації мали однакові цифрові позначення. Таким чином, наприклад, 28-й став позначенням крила та всіх підпорядкованих груп і ескадрилей під ним. В результаті база і крило стали одним і тим же організаційним організмом. 16 червня 1952 року колишні бойові групи були деактивовані, а оперативні бойові ескадрильї були приписані безпосередньо до крила. Бойовий досвід, традиції Другої світової війни, родовід та відзнаки бойової групи передавалися крилу після його деактивації.
Пізніше авіаційне крило ПС США було перейменовано в авіаційну дивізію, якою керував бригадний генерал або вище, який командував двома або більше крилами, які, як правило, але не завжди, базувалися на одній базі. Нумеровані повітряні армії мали в підпорядкуванні як авіаційні дивізії, так і крила, і перебували під одним з Головних командувань Повітряних сил.
Після Другої світової війни відносини між США та Радянським Союзом почали погіршуватися, і почався період в історії, відомий як Холодна війна. Сполучені Штати вступили в гонку озброєнь з Радянським Союзом і конкуренцію, спрямовану на посилення впливу кожної наддержави в усьому світі. США розпочали масштабне розширення своєї військової присутності по всьому світу. ПС США відкрили авіабази по всій Європі, а пізніше в Японії та Південній Кореї. Також були побудовані авіабази на британських заморських територіях в Індійському океані та острові Вознесіння в Південній Атлантиці.
Перше випробування для ПС США під час холодної війни відбулося в 1948 році, коли комуністична влада в радянській окупаційній зоні Німеччини перекрила автомобільний і повітряний транспорт до Західного Берліна. Повітряні сили США разом з Королівськими ПС і ПС Співдружності постачали місто під час авіаперевезення в Західний Берлін під час операції «Віттлс», використовуючи C-54 «Скаймайстер». Зусилля цих авіаційних сил врятували місто від голодної смерті та змусили радянські війська зняти блокаду німецької столиці.
Під час Корейської війни, яка почалася в червні 1950 року, Далекосхідні повітряні сили (FEAF) були одними з перших підрозділів, які відповіли на вторгнення Північної Кореї, але швидко втратили свою головну авіабазу в Кімпхо на території Південної Кореї. Призначені для надання безпосередньої повітряної підтримки захисникам Пусанського периметру з баз у Японії, FEAF також одночасно проводили кампанію стратегічного бомбардування Північної Кореї. Висадка генерала Дугласа Макартура в Інчхоні у вересні 1950 року дозволила FEAF повернутися до Кореї та розвинути бази, з яких вони підтримували наступ ООНівських військ Макартура на Північну Корею.
Коли Китайська народна добровольча армія атакувала в грудні 1950 року, ПС США надали тактичну підтримку з повітря. Поява радянських реактивних винищувачів МіГ-15 спричинила проблеми для B-29, які використовувалися для бомбардування Північної Кореї, але американська авіація протистояла МіГам свої нові реактивні винищувачі F-86 «Сейбр». Незважаючи на те, що як панування в повітрі, так і місії з безпосередньої підтримки наземних військ з повітря були успішними, тривала спроба перекрити комуністичні лінії постачання за допомогою авіації не була настільки успішною і була замінена систематичною кампанією, щоб завдати якомога більших економічних збитків Північній Кореї та китайським силам, доки тривала війна, включаючи атаки на столицю Пхеньян і гідроелектростанцію Шуйфин.

Операція «Роллінг Тандер»

### В'єтнамська війна
Повітряні сили США брали найактивнішу участь у війні у В'єтнамі. Перші бомбардування Північного В'єтнаму відбулися в 1964 році після інциденту в Тонкінській затоці. У березні 1965 року почалася безперервна кампанія бомбардувань під кодовою назвою операція «Роллінг Тандер». Мета цієї кампанії полягала у знищенні бажання північнов'єтнамців воювати, ліквідації їх промислової бази та протиповітряної оборони, а також у спробі зупинити потік людей і припасів по стежці Хо Ши Міна, змусивши Північний В'єтнам розпочати мирні переговори. Американська авіація скинула більше бомб під час усіх бойових операцій у В'єтнамі протягом періоду 1965–68 років, ніж за весь час Другої світової війни, а операція «Роллінг Тандер» тривала до президентських виборів у США 1968 року. Попри сильної шкоди економіці та інфраструктурі Північного В'єтнаму, «Роллінг Тандер» не досягла своїх політичних і стратегічних цілей.
Американські повітряні сили також відіграли вирішальну роль у розгромі Великоднього наступу Народної армії Північного В'єтнаму в 1972 році. Швидке передислокування винищувачів, бомбардувальників і штурмовиків допомогло армії Республіки В'єтнам відбити вторгнення. Операція «Лайнбекер» продемонструвала як північним, так і південним в'єтнамцям, що навіть без присутності значних наземних сил армії США на території В'єтнаму, американці все ще можуть впливати на війну. Повітряна війна для Сполучених Штатів завершилася операцією «Лайнбекер II», відомою також як «Різдвяні бомбардування». Це допомогло завершити Паризькі мирні переговори.
Повстанський характер бойових дій на початку війни та необхідність блокування регулярної армії Північного В'єтнаму та її ліній постачання в країнах Південно-Східної Азії призвели до розвитку значного потенціалу спеціальних операцій у ПС США. Тимчасові та експериментальні концепції, такі як повітряні командос і ганшипи, тактичні місії, такі як операція «Айворі Кост» у далекій оперативній глибині ворожої території, і спеціальна бойова пошуково-рятувальна операція призвели до розробки оперативних доктрин, підрозділів і обладнання сил спеціальних операцій.

### 1970-ті— 2000-ні роки

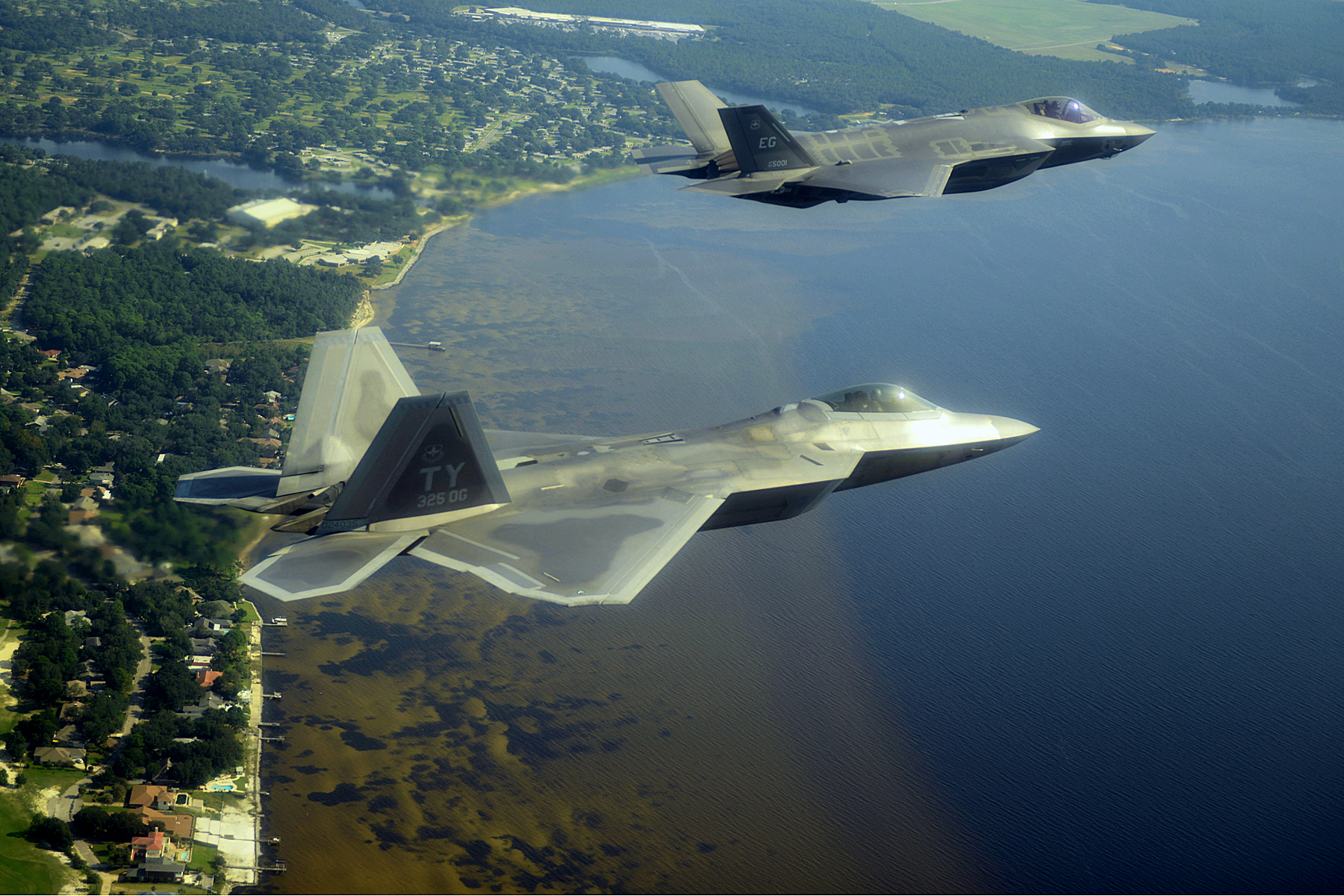
Американські літаки F-22A і F-35A поблизу узбережжя Флориди

З кінця 1970-х років Повітряні сили США провели модернізацію своїх тактичних повітряних компонентів, представивши винищувачі F-15, A-10 і F-16, а також запровадивши реалістичні сценарії навчання у форматі «Ред Флег». У свою чергу, також відбулася модернізація обладнання та можливостей повітряних резервних компонентів, оснастивши ПС Національної гвардії та Резерв ПС літаками першої лінії.
Розширивши структуру своїх сил у 1980-х роках до 40 винищувачів і спираючись на уроки війни у В'єтнамі, ПС США також виділили підрозділи та літаки для радіоелектронної боротьби і придушення протиповітряної оборони противника. Принизлива невдача рятувальної місії «Орлиний кіготь» в Ірані у квітні 1980 року безпосередньо призвела до збільшення уваги ПС США до участі в доктрині, оснащенні, персоналі та плануванні Об'єднаних спеціальних операцій.
Під час вторгнення в Гренаду в 1983 році, в ході бомбардування Лівії в 1986 році та при вторгненні в Панаму в 1989 році Збройні сили США забезпечували винищувальну, штурмову та транспортну компоненти військової авіації. Уроки, отримані під час цих операцій, були використані для подальшого розвитку структури та доктрини застосування їхніх сил і стали основою для успішних повітряних операцій у 1990-х роках і після 11 вересня 2001 року.

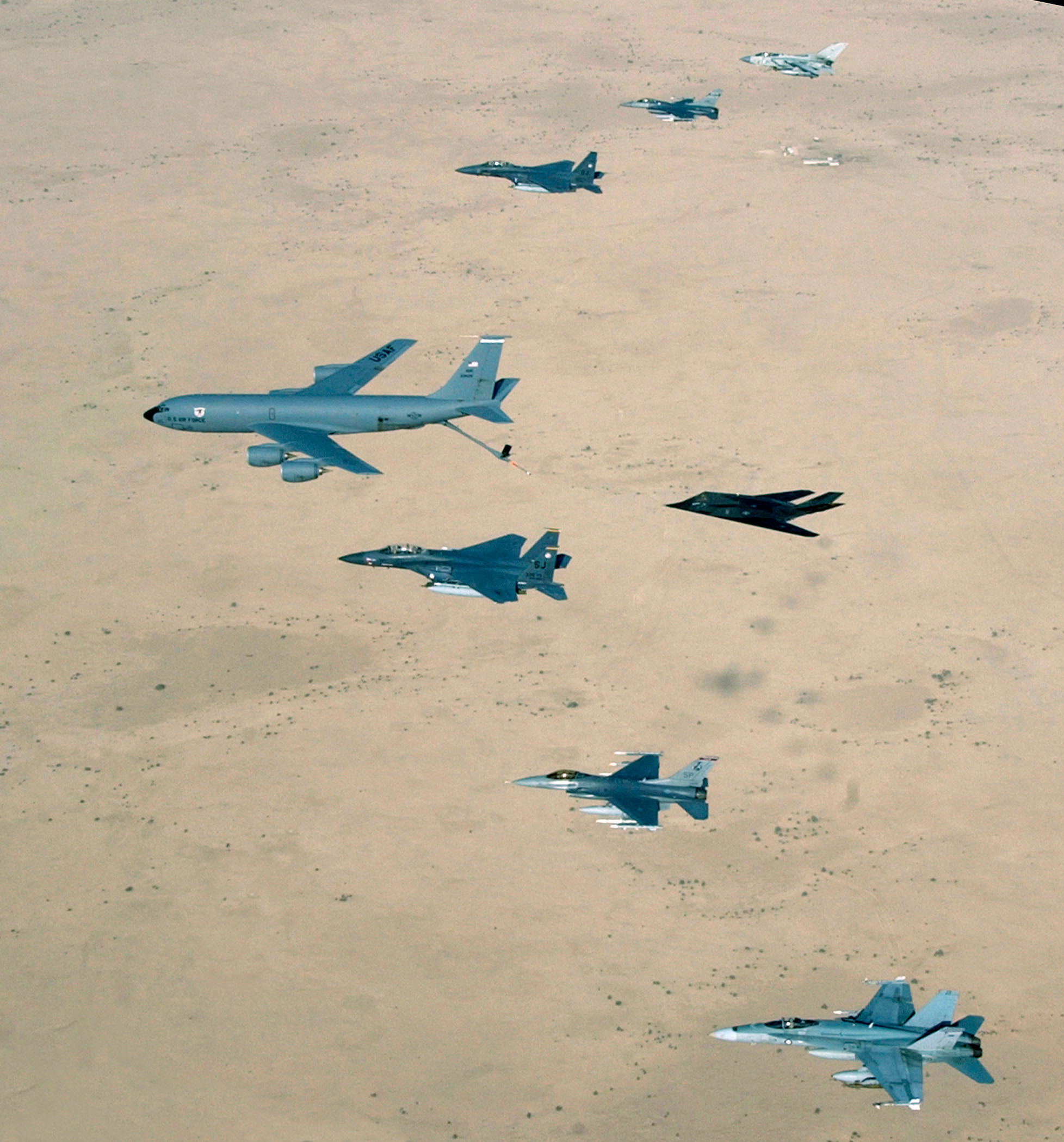
Літаки Коаліції (KC-135 Stratotanker, F-15E Strike Eagle, F-117 Nighthawk, F-16CJ Falcon, британський GR.4 Tornado та австралійський F/A-18 Hornet) в небі над Іраком. Квітень 2003

Розвиток супутникової розвідки у Холодній війні, широке використання як тактичної, так і стратегічної повітряної розвідки при проведенні численних бойових операцій і роль ПС США у стримуванні ядерної війни призвели до визнання космосу можливою ареною воєнних дій. Акцент на «аерокосмічні» операції та доктрину зріс у 1980-х роках. У 1982 році складові попередження про ракетну загрозу та операції в космосі були об'єднані в Космічне командування ПС. У 1991 році операція «Буря в пустелі» зробила акцент на зосереджені авіаційних командувань на підтримці бойових операцій.
Поява Інтернету та універсальність комп'ютерних технологій як основного інструменту ведення війни призвело до пріоритетного розвитку методів кібервійни та захисту ПС США.
В ході підготовки та проведенні війни в Перській затоці ПС США забезпечували основну частину повітряних сил коаліції, літаючи разом з літаками ВМС США. Можливості винищувача-невидимки F-117 «Найтхок» були продемонстровані в першу ніч повітряної війни, коли він зміг розбомбити центр Багдада та уникнути складної іракської протиповітряної оборони. Пізніше ПС США разом із ВМС США патрулювали небо північного та південного Іраку після війни, щоб переконатися, що можливості протиповітряної оборони Баасистського Іраку не можуть бути відновлені: операція «Провайд Комфорт» 1991–96 років та операція «Нортерн Вотч» 1997—2003 — заборонені для польотів зони на північ від 36-ї паралелі та операція «Саутерн Вотч» заборонена для польотів зона на південь від 33-ї паралелі північної широти.
У 1996 році в операції «Удар у пустелі» та операції «Лис пустелі» у 1998 році ПС США бомбардували військові та хімічні цілі в Іраку.
ПС США очолили втручання НАТО в Боснію та Герцеговину, створивши заборонені для польотів зони (операція «Денай флайт») у 1993—1996 роках, а в 1995 році — повітряні удари по Республіці Сербській (операція «Обдумана сила»). Це був перший випадок, коли літаки ПС США брали участь у військових діях у рамках місії НАТО. Американська авіація очолювала ударні сили як ПС НАТО (які в основному складалися з літаків Королівських ПС Великої Британії та німецьких Люфтваффе), які мали найбільші спроможності щодо завдавання повітряних ударів протягом тривалого періоду часу. У 1999 році ПС США очолили повітряні удари НАТО по Сербії та Чорногорії під час війни в Косово (операція «Союзна сила»).

### XXI століття
На початку війни з тероризмом у 2001 році ПС США були розгорнуті проти Першого Ісламського Емірату Афганістан. Діючи з авіабази на Дієго-Гарсії, бомбардувальники B-52 Stratofortress і B-1 Lancer атакували позиції талібів. Вперше з часів війни у В'єтнамі американська авіація застосувала потужні бомби BLU-82, скинуті з вантажних літаків C-130 Hercules. Під час цього конфлікту ПС США вперше розгорнули авіабази в Центральній Азії.

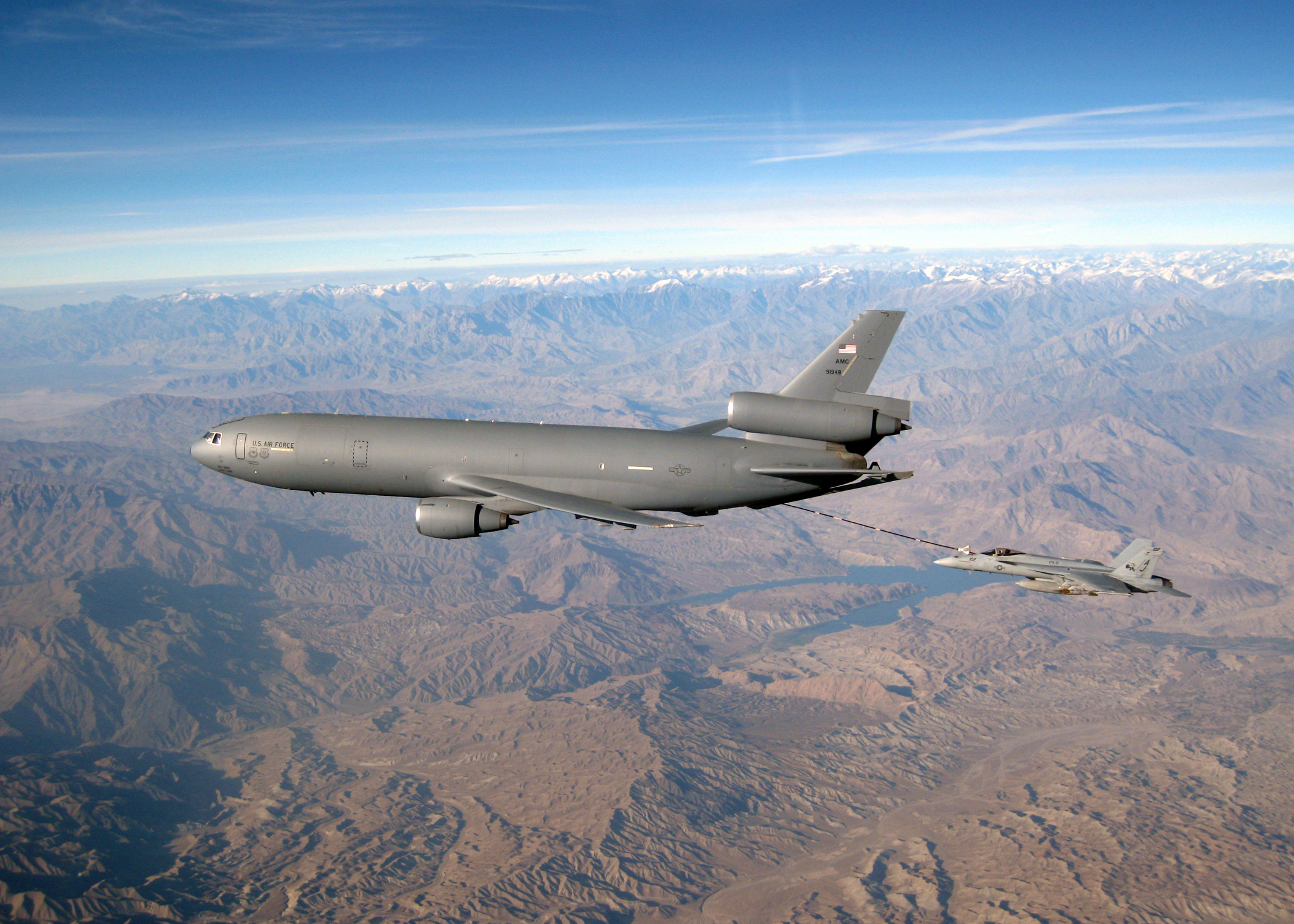
Дозаправлення літаком-заправником KC-10 Extender винищувача F/A-18 Hornet у небі над Афганістаном. 5 листопада 2008

ПС США були задіяні під час вторгнення в Ірак у 2003 році. Після поразки режиму Саддама Хусейна ПС США захопили Багдадський міжнародний аеропорт, який перетворили на свою базу. Літаки США використовувалися для надання підтримки Багатонаціональним силам в Іраку та іракським силам безпеки в основних операціях з ліквідації центрів діяльності та постачання повстанців на півночі та заході Іраку. Операції в Афганістані та Іраку продемонстрували ефективну корисність безпілотних літальних апаратів, найвидатнішим з яких був MQ-1 Predator. П'ятдесят чотири військовослужбовці ПС США загинули в ході війни в Іраку.
ПС США мають Об'єднаний центр повітряно-космічних операцій у Катарі для керування повітряними бойовими операціями та діями Predator.
У березні 2011 року літаки США бомбардували об'єкти збройних сил Джамахірії в Лівії в рамках міжнародного військового втручання під керівництвом НАТО на виконання резолюції ООН 1973, яка ухвалила заборонену для польотів зону над країною та захистила її народ в ході Першої громадянської війни в Лівії, яка вибухнула, коли її диктатор Муаммар Каддафі придушив протести, що закликали до кінця його режиму. Протести були натхненні революціями «арабської весни» в Тунісі та Єгипті.
Влітку 2014 року президент США Барак Обама оголосив про повернення американських військ до Іраку. Повітряні сили США виконують масштабні гуманітарні зусилля, щоб допомогти групам меншин Іраку, які знаходяться під загрозою. Коли пізніше було надано дозвіл на авіаудари ПС США, це було за умови, що типи літаків не будуть оголошені, щоб приховати, в яких країнах вони базуються.
За станом на 2025 рік Повітряні сили Сполучених Штатів є найбільшими повітряними силами у світі, маючи на озброєнні близько 5778 пілотованих літальних апаратів, приблизно 156 безпілотних бойових літальних апаратів, 2130 крилатих ракет повітряного базування та 450 міжконтинентальних балістичних ракет. У ПС США є 328 439 військовослужбовців, які перебувають на дійсній службі, 74 000 у відібраному та індивідуальному резерві готовності та 106 000 у Повітряній національній гвардії. Крім того, у ПС працює 168 900 цивільних осіб, включаючи частково найнятих іноземних громадян.